# فيديريكو أغوستيني
فيديريكو أغوستيني (بالإيطالية: Federico Agostini)‏ هو موسيقي إيطالي، ولد في 1959 في ترييستي في إيطاليا.

## وصلات خارجية
- فيديريكو أغوستيني على موقع ميوزك برينز (الإنجليزية)
- فيديريكو أغوستيني على موقع ديسكوغز (الإنجليزية)